# 布田のシロハナヤブツバキ

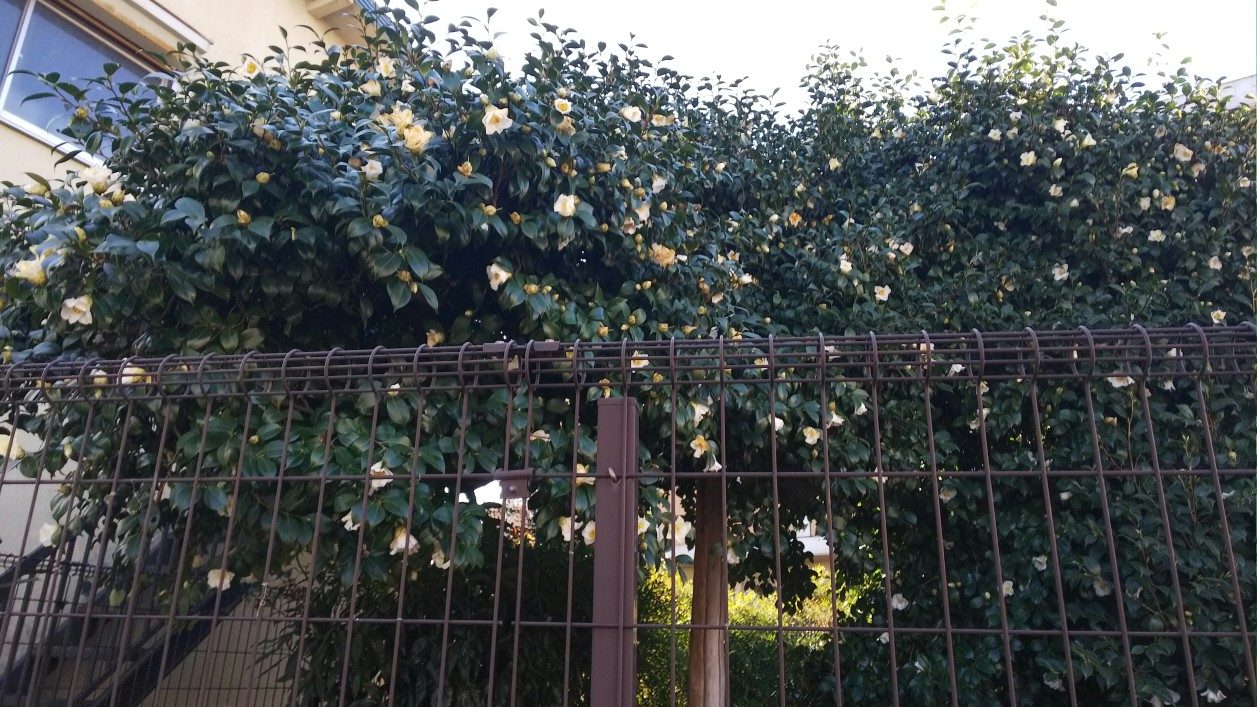
布田のシロハナヤブツバキ（2019年1月）

布田のシロハナヤブツバキ（ふだのシロハナヤブツバキ）は、東京都調布市布田に生育するヤブツバキの古木である。自然の状態では希少といわれる白花種であり、樹齢は約700年から800年である。かつては品川道の路傍に生育し、樹勢は盛んであった。この木は品川道の拡幅工事に伴って約5メートル南に移植された。一時期樹勢が衰えたものの、1990年（平成2年）と2011年（平成23年）に樹勢回復作業を実施した。木の根元には1735年（享保20年）造立の地蔵尊が安置されていて「椿地蔵」と呼ばれている。この木は1966年（昭和41年）4月1日に調布市の天然記念物（植物）となった。

## 由来
京王線の布田駅を下車して布田南通り（かつての鎌倉道）を南方向へ400メートル弱の距離を歩むと、品川道との十字路となって交わる地点に交差点がある。その南西の角には、金網製の柵に囲まれた1本のヤブツバキが生育している。このヤブツバキは自然の状態では希少といわれる白花種であり、花期が早くワビスケに似た小ぶりな花を咲かせる。樹齢は本田正次によって約700年から800年と鑑定された。
古伝では上古のこの地に「椿の森」と称する場所があったという。ツバキの灰汁は染色に用いられたことからその名残によって「調布」の地名に関係したとの説があるが、木の明確な由緒は伝わっていない。木の根元には1735年（享保20年）造立の地蔵尊が安置されていて、その名を「椿地蔵」と呼ばれている。
かつてこの木は品川道の路傍に生育していた。そのころは幹が5つに分かれていて、高さは約5メートル、東西約7メートル、南北約8メートルにわたって茂り、主幹の目通り幹囲は1.55メートルを測り、樹勢は盛んであった。往時のこの付近は農村地帯で、畑ばかりで人家はほとんど存在していなかった。やがて東京オリンピックの開催を控えて都市開発が進み、品川道の拡幅工事が行われた。それに伴ってこの木は椿地蔵（後述）とともに約5メートル南側に移植された。
この木は1966年（昭和41年）4月1日に調布市の天然記念物（植物）となった。しかし、盛んだったこの木の樹勢は、環境の変化や移植の影響などによって一時期衰えた。そのため1990年（平成2年）と2011年（平成23年）に樹勢回復作業を実施したものの、主幹はすでに枯死し、枝分かれした1株とひこばえのみが残っている。令和期に入っても、土壌改良などで樹勢回復の試みが続けられている。

## 「椿地蔵」と伝説

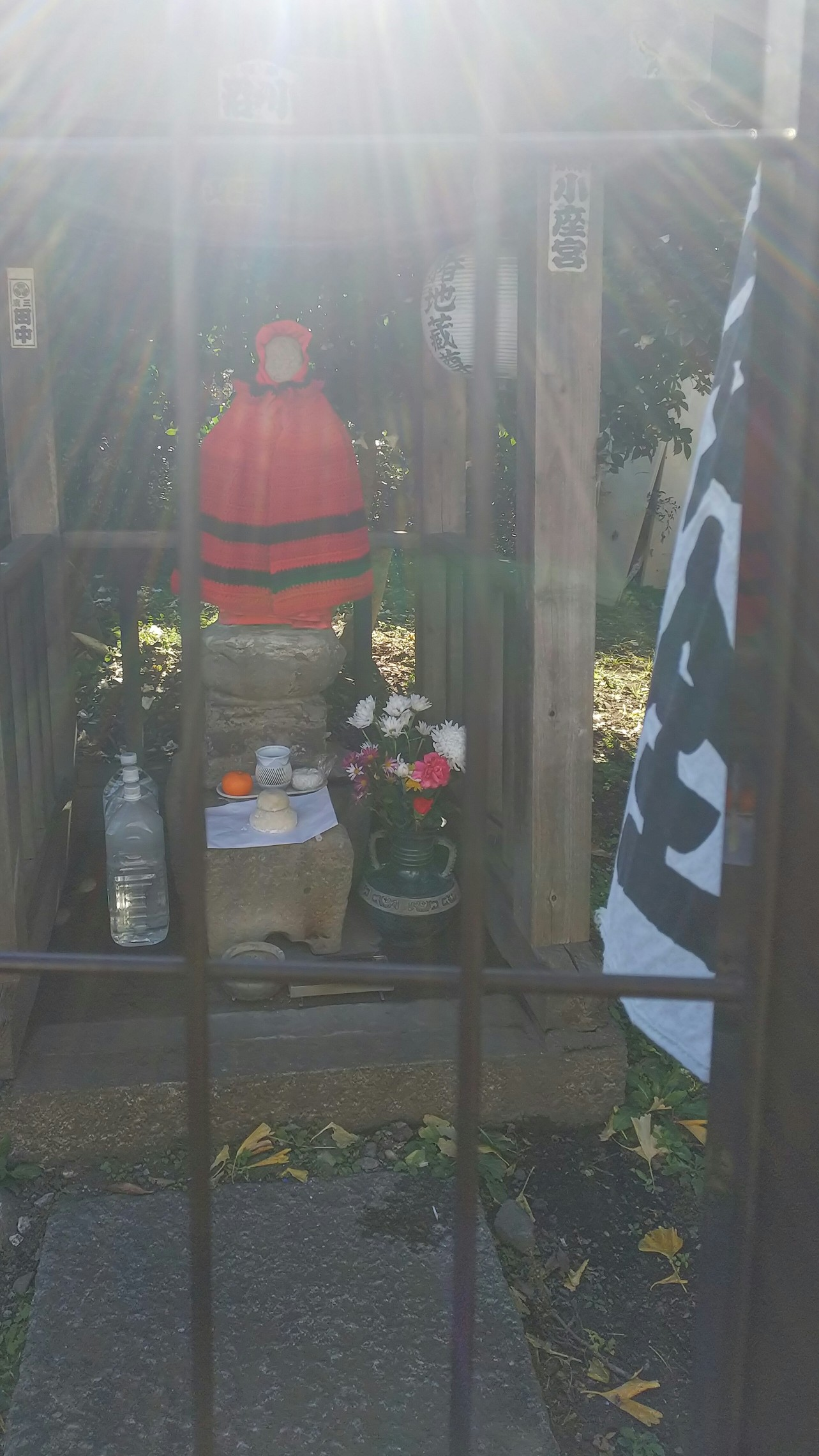
椿地蔵（2019年1月）

由来の項で触れたとおり、ツバキの根元には1735年（享保20年）造立の地蔵尊が安置されている。調布市内ではよく知られた地蔵で、その名はこの木にちなんで「椿地蔵」（つばきじぞう）といい、逆に木の方も「地蔵ツバキ」とも呼ばれている。
像の総高は116センチメートル（60×24センチメートル）で塔形は丸彫型であり、台石の周囲は修復のためコンクリートが塗られて銘文が読み取れない。修復前の1963年（昭和38年）に実施された調査によれば、「開眼師宝勝寺□□、享保乙卯歳十一月吉日、武州多摩郡府中領下布田村上ヶ給村講中」と刻まれていた。
地蔵像は北向きに安置されていて、古老は「北向地蔵」とも呼んでいた。苦しいときや病気のときに霊験あらたかな地蔵といわれ、近隣の人々から尊崇されていた。その反面、ツバキを折ったりすると「血を見なくっちゃおさまらない」という言い伝えもあって恐れられていた。
この木は近隣に住む3軒の住民が管理していたが、希少な白花種のヤブツバキということで植木屋からよく引き合いがあった。売らないと断ったところ無断で木を伐っていった植木屋もいたが、その植木屋はのちに怪我や重病に悩まされることになったという。

## 交通アクセス
所在地
- 東京都調布市布田6丁目41番16号[5]

交通
- 京王線布田駅から徒歩400メートル弱[4]